# Municipio de Wellingborough
Wellingborough es un distrito no metropolitano con el estatus de municipio, ubicado en el condado de Northamptonshire (Inglaterra). Tiene una superficie de 163,04 km². Según el censo de 2001, Wellingborough estaba habitado por 72 519 personas y su densidad de población era de 444,79 hab/km².
Además de Wellingborough propiamente, el municipio incluye:
- Bozeat
- Earls Barton
- Easton Maudit
- Ecton
- Finedon
- Great Doddington
- Great Harrowden
- Grendon
- Hardwick
- Irchester
- Isham
- Little Harrowden
- Little Irchester
- Mears Ashby
- Orlingbury
- Strixton
- Sywell
- Wilby
- Wollaston